# Dubravice (Republika Serbska)
Dubravice (cyr. Дубравице) – wieś w Bośni i Hercegowinie, w Republice Serbskiej, w gminie Bratunac. W 2013 roku liczyła 269 mieszkańców.